# Рао Чунда
Рао Чунда Ратхор (хинди राव चूंडा; ? — 1428) — 12-й раджа Марвара из клана Ратхор (1384—1428). Его правление ознаменовалось укреплением власти клана Ратхора в Марваре благодаря его дипломатическому и военному мастерству.

## Биография
Отец Чунды Вирамдев погиб в битве против клана Джохия, что привело к аннексии его наследства. Чунда получил убежище у чарана Альхаджи Бархат, который воспитал его в своем доме в деревне Калау. Когда Чунда подрос, Альхаджи снабдил его лошадью и оружием и подарил своему дяде Равалу Маллинатху. Его дядя пожаловал ему небольшой аванпост Салавари, который был передан ему на содержание. Чунда был опытным воином и лидером, и вскоре он начал расширять свои владения.
В 1395 году род Пратихара из Мандора обратился к Чунде и предложил союз против мусульманской династии Туглаков. Чунда согласился и был женат на принцессе Пратихара, ему также был дан укрепленный город Мандоре и тысяча деревень в приданое.
В ответ Туглакиды отправили против мятежника армию армию под командованием Зафар-хана, губернатора Гуджарата. Чунда смог успешно защитить Мандор от этой армии, а вторжение Тимура в Северную Индию вынудило Зафар-хана начать переговоры с Чундой. После этой битвы Чунда согласился платить дань Туглакидам, но позже он отказался и вторгся на территорию Туглакидов, захватив Самбхар, Дидвану, Хату и Аджмер. Он также напал на своего брата Джая Сингха и захватил Фалоди.
Рао Чунда захвачен и оккупирован Нагаур в 1408 году и решил остаться там, оставив Мандоре на попечение одного из своих сыновей.
Агрессивная экспансия Рао Чунды напугала окружающих вождей, которые заключили союз против него. В этот союз входили Рао из Пугала, Санкхлы из Джанглу и Хидар-хан из Мултана. Они напали на Чунду и окружили его в Нагауре. Чунда не ожидал нападения и не смог подготовить войско к сражению. Не найдя выхода из сложившейся ситуации, он атаковал своих врагов и был убит в бою.